# Lenshoek
Het geslacht Lenshoek stamt uit de Bommelerwaard, bezat sinds 1764 de ambachtsheerlijkheid Kerkwijk en bracht bestuurders voort.

## Geschiedenis
De familie Lenshoek ontleent haar naam waarschijnlijk aan de buurtschap 'Lenshoek' in Wellseind. Vermoedelijk refereert de naam aan een hoek waar water werd 'gelensd' (geloosd) vanuit een laagliggend gedeelte.
Een geslachtsregister uit 1798 vormt de basis voor de genealogie Lenshoek, die werd opgenomen in Vorstermans van Oyens Stam- en Wapenboek en later in Nederland's Patriciaat. De vermelding over de oudste generaties hierin is voor twijfel vatbaar. Uit recent onderzoek blijkt dat de eerste betrouwbare vermelding een Hendrick Adriaensz. Wat Lenshoeck betreft, die in 1598 voorkomt in Slijkwell, geeft dat een vaststaande genealogie van minstens vier eeuwen.
Bijna drie eeuwen lang hadden opvolgende generaties van de familie Lenshoek vanaf de hofstede 'Het Hemelrijck' in Kerkwijk vooraanstaande bestuursfuncties. In 1764 kwam de familie Lenshoek in het bezit van de heerlijkheid Kerkwijk.
Het als te streng ervaren religieuze klimaat was aanleiding voor de familie om zich in de tweede helft van de 19e eeuw te vestigen in Zaltbommel. Hier werd een lid van de familie burgemeester.
In de 20e eeuw was een nazaat van deze tak een bekende neurochirurg in Groningen. Naar hem is een afdeling in het academisch ziekenhuis genoemd.
Rond 1800 vestigden twee leden van de familie zich in Zeeland, waar leden van de familie lange tijd bestuursfuncties uitoefenden op lokaal en regionaal niveau. Een van hen verkreeg begin negentiende eeuw de ambachtsheerlijkheid Zwake, onder 's-Gravenpolder. De ambachtsheerlijkheid van Kerkwijk kwam via vererving en overdracht terecht bij de familie in Zeeland.

## Bekende telgen
Hendrik Hendriksz. Lenshoek (1602-1684), schout van Kerkwijk, hoogheemraad van de Bommelerwaard
- Peter Lenshoek (1657-1727), hoogheemraad van de Bommelerwaard, schepen in het hoge gericht van Zuylichem, schout en secretaris van Kerkwijk, schout van Delwijnen
  - Hendrik Lenshoek (1706-1782), hoogheemraad van de Bommelerwaard, schepen in het hoge gericht van Zuylichem, schout en secretaris van Delwijnen
    - Peter Lenshoek (1738-1816) (koopt van Johannes Stock in 1764 Kerkwijk)
    - Cornelis Petrus Lenshoek, heer van Kerkwijk (1742-1785), schepen der hoge gerichten van Zuylichem en Driel, schout en secretaris van Delwijnen, heemraad van de Bommelerwaard, schout van Kerkwijk (erfde Kerkwijk van zijn broer Peter)
      - Hendrik Lenshoek,  heer van Zwake (1778-1846), kantonrechter te Goes, lid provinciale staten van Zeeland
        - Cornelis Petrus Lenshoek, heer van Zwake (1821-1879), burgemeester van 's-Gravenpolder
          - mr. Hendrik Lenshoek, heer van Zwake (1863-1902)
            - Cecilia Johanna Lenshoek, vrouwe van Zwake (1893-1980)

      - Peter Cornelis Lenshoek, heer van Kerkwijk (1779-1855), en heemraad van de Bommelerwaard
        - dr. Cornelis Peter Lenshoek (1831-1901), burgemeester van Zaltbommel
          - Cornelis Peter Lenshoek (1874-1917), kapitein in het Koninklijk Nederlands-Indisch Leger
            - prof. dr. Cornelis Hendrik Lenshoek (1902-1969), hoogleraar neurochirurgie in Groningen

        - Egbert Petrus Lenshoek (1785-1868), notaris te Wolphaartsdijk, burgemeester van Wolphaartsdijk 1817-1853
          - mr. Cornelis Petrus Lenshoek (1827-1882), burgemeester van Wolphaartsdijk 1862-1882
            - Francina Carolina Petronella Lenshoek (1860-1936); zij trouwde in 1886 met Johan Gerard Gerritsen (1854-1908), burgemeester van Breskens 1880-1908, tevens van Groede en Nieuwvliet 1881-1908
            - Willem Frederik Karel Lenshoek (1863-1935)
              - Cornelis Egbert Petrus Lenshoek, heer van Kerkwijk (1892-1968), NSB-burgemeester van Goes (1941-1944)

            - Agnes Florence Lenshoek (1871-1947); zij trouwde in 1901 met Hendrik Seerpius Gratama (1873-1922), burgemeester van Hoofdplaat 1900, van Oostburg vanaf 1907

Geslachten die opgenomen zijn in het sinds 1910 verschijnende genealogische naslagwerk Nederland's Patriciaat. Lijst volgens opgave van het CBG Centrum voor familiegeschiedenis.
A · B · C · D · E · F · G · H · I · J · K · L · M · N · O · P · Q · R · S · T · U · V · W · Y · Z